# 銭湯ハワイ
銭湯ハワイ （せんとうハワイ）は、かずといずみによる漫画。『つぼみwebコミック』（芳文社）において、2012年から2013年まで連載された。

## 概要
「銭湯ハワイ」は、元々は作者の別作『貧乏姉妹物語』の主人公である山田きょう・あす姉妹が利用している銭湯として登場したのが初出である。
当作が温泉旅館ではなく、銭湯を舞台としているのは、作者のかずといずみが東京都大田区の出身であり、大田区には天然の黒湯温泉を利用した銭湯が沢山あったためである。
作者は後書でこの作品を作るために温泉について学び、温泉ソムリエの資格を取得したと述べている。

## あらすじ
印刷会社に勤務している熊王かすみは、ここ最近ずっと残業続きで疲れていた。
ある日、いつものように残業をして疲れて帰ってきたため、シャワーを浴びてサッサと寝ようと思っていたところ、シャワーのお湯が出ず、故障していることが判明。
前日は疲れてシャワーも浴びずに寝てしまったので今日はシャワーを浴びたいと思っていたのに突然の故障に遭ってしまったため、仕方なく近所の銭湯『ハワイ』を訪れる。

番台でかすみを迎えてくれたのは、銭湯には不釣り合いな制服姿をした美少女だった。
番台で代金を支払い、他に誰も利用客が居ない貸切状態の大風呂でゆっくりと入浴し、生き返った気分になる。
しかし、入浴することによって張りつめた緊張がほぐれ、普段の疲れが出て入浴中に意識を失ってしまう。

かすみは番台に居た美少女に介抱されて気が付くが、それは同時に自分の裸を見られてしまったことでもあるため、恥ずかしくて二度と来られないと思う。
しかし、介抱してくれたお礼が言いたくて、翌日も『ハワイ』に行く決意をする。

翌日、かすみが『ハワイ』を訪れると番台には昨日の美少女は居らず、日焼けした美人が番台に居た。
逢えなくて残念な気持ちが在る一方、逢えなくてほっとした気持ちもあり、複雑な気持ちを抱えて入浴していると、後ろから声を掛けられた。声を掛けてきたのは他ならぬ、昨日の美少女だった。

かすみは昨日の入浴中に気を失ってしまった自分を介抱してくれたお礼を言おうとするも、逆に彼女の方から謝罪された。
銭湯全体に気を配るのが番台の仕事でありながら、かすみの異変を事前に察知できなかった自分に非があるというのが、謝罪の理由だった。

かすみは、美少女の肌が真っ赤になっているのを見て、自分が来るのをずっと熱い湯船の中で待っていたのだと気付く。
かすみは、自分の自宅の風呂が直れば『ハワイ』に来る必要は無くなると思うも、そこまでして自分が来るのを待っていてくれた美少女の気遣いを嬉しく思い、自分の名前を名乗り、「また来ます」と告げる。
その言葉を聴いた美少女は振り返り、かすみに「湯浅清です お待ちしています。」と告げ、この日からかすみの銭湯通いが始まる。

## 登場人物
熊王かすみ（くまおう かすみ）
本作の主人公。
印刷会社勤務の25歳。ある日、自宅の風呂が故障したため、近くの銭湯『ハワイ』に行くことになる。
初めて入浴した日に普段の残業疲れから浴槽の中で気を失い、清に介抱される。裸を見られたであろう恥ずかしさから二度と来られないと思うも、介抱してくれた清にお礼を言うために翌日も『ハワイ』を訪れる。
謝罪とお礼を言おうとするも、逆に清から謝罪されてしまい、その清の肌が真っ赤になっているのを見て自分が来るのを熱い湯船の中でずっと待っていた事を知る。
自分の名前を名乗り「また来ます」と伝えたところ、「湯浅清です　お待ちしています」と返事をされ、これを機に銭湯通いが始まり、清と親しくなっていく。
湯浅清（ゆあさ きよ）
本作の準主人公。
近くの高校に通う16歳の女子高生で、銭湯『ハワイ』を経営する湯浅家の娘。
髪は金髪であるが、家業を手伝い、同級生相手でも敬語で話をするなど、非常に礼儀正しい。
実は、かすみがはじめて『ハワイ』を訪れた日は自分が初めて番台を任された日でもあるため、彼女にとってかすみは掛け替えのない特別な客となった。
湯浅真澄（ゆあさ ますみ）
清の母親。日焼けした美人で非常に若々しい容姿をしており、かすみは真澄から自己紹介されるまで清の姉だと思っていた。かすみのことを「熊ちゃん」と呼び、好意的に接する。
マッサージ師の国家資格を持っている。
蜂谷あやめ（はちや あやめ）
かすみの上司で、制作部のチーフを務めている。29歳。僅かなミスも見逃さず、スーパーの広告制作で値段の入力を間違えたかすみを厳しく叱責する。
ただし、パワハラのような類の厳しさではなく、評価するべきところはキチンと評価する人物であり、仕事の正確さと速度が向上したかすみを適正に評価し、かすみに納期が厳しい取引先の仕事を任せる。ただし、これがかすみを多忙にさせ、かすみと杏の関係を最終的に破壊する遠因となる。
作中では1度だけではあるものの、美肌に良いという話を聴き付けて『ハワイ』に入浴しに来た。
板橋こずえ（いたばし こずえ）
清のクラスメイトで、陸上部に所属する16歳の女子高生。清を陸上部にスカウトしようと考えたが、家業の手伝いが忙しいことを知り、スカウトを断念する。
雨が降ってずぶ濡れになっていたところ、清から一番風呂の入浴を薦められて入浴。これを機に『ハワイ』に通うようになる。
物語の流れには直接関与しない人物であるため、かすみとの面識や遣り取りは一切ない。
鷲崎杏（わしざき あんず）

杏の取り巻き
杏とよく一緒に昼食などを摂っている2人の友人。以前はかすみを含めた4人で会社付近の高級レストランで一緒に食事をするなどしていたが、かすみが銭湯通いを始めることに伴って入浴費が嵩みがちとなったため、生活費の節約を目的に弁当を持参するようになったことで一緒に行かなくなった。
持参した弁当のおかずを分け与えるかすみの姿をみて「女子力アピール」と陰口を敲き、快く思っていない。
かすみの通っている銭湯『ハワイ』が美肌効果のある温泉とのことで、一時期通うようになり、かすみとの関係が改善されるも、かすみが杏と袂を分かつことになり、最終的に2人とも杏について行く形でかすみと袂を分かつことになる。
鈴木（すずき）
既存の常連客の1人。
女性であるが、後ろ姿で2コマのみの登場なので顔は描かれていない。
腰を患っているらしく、清から心配されている。
清の祖母
清の祖母で、かつて長く番台を担当していた。引退して本物のハワイに移住していたが、店が活気づいたことから帰国し、番台業務に現役復帰した。
作者の別作『貧乏姉妹物語』の作中に登場する銭湯『ハワイ』の番台を担当する老齢の女性は顔が異なるため、別人である。

### 備考
1. ↑  作者の作品には鈴木姓の登場人物が多い。
2. ↑  彼女の現役復帰に伴い、清は番台業務を外された。
3. ↑  そもそも、『貧乏姉妹物語』とは全く別の世界観の物語である。

## 備考
- 常連客の1人に『めとらば』の主人公である藤紗々（本名：藤原紗々子）に酷似した人物がいる。
- 「湯浅 清」という氏名が全て「氵」を含む漢字で構成されているのは、本作が銭湯を題材としているためであり、作者のさりげない遊び心によるものである。

## 書誌情報
- かずといずみ 『銭湯ハワイ』 芳文社〈まんがタイムKRコミックス つぼみシリーズ〉、2013年6月23日初版発行、ISBN 978-4-8322-4313-2